# Ciclo expansor (cohete)

Ciclo expansor de cohete (ciclo cerrado).El refrigerante vaporizado por la tobera y la cámara de combustión empuja las turbinas de las bombas de combustible y oxidante.

El ciclo expansor es un ciclo de potencia de los motores cohete bipropelente destinado a mejorar la eficiencia del suministro de combustible.

## Ciclo expansor cerrado
En un ciclo de expansión el combustible se calienta antes de su combustión, por lo general con el calor residual de la cámara principal de combustión. A medida que el combustible líquido pasa a través de conductos de refrigeración en las paredes de la cámara de combustión, se produce un cambio de fase a estado gaseoso. El combustible en estado gaseoso se expande a través de una turbina con la diferencia de presión entre la presión de suministro y la de escape ambiental para iniciar la rotación de la turbobomba. Esto puede proporcionar una capacidad de arranque de partida que se utiliza en el motor Pratt & Whitney RL10. Esta potencia de arranque se utiliza para impulsar las turbinas que impulsan las bombas de combustible y oxidante aumentando la presión de los propergoles y que fluye hacia la cámara de empuje del motor cohete. Después de salir de la turbina, el combustible se inyecta con el oxidante en la cámara de combustión y se quema para impulsar el vehículo.
Debido a que es necesario el cambio de fase se producen dos limitaciones. La primera es que todos los motores de ciclo de expansión necesitan utilizar un combustible criogénico como hidrógeno, metano, propano o al menos uno que alcance fácilmente su punto de ebullición. La segunda es que el ciclo de expansión el empuje está limitado por la ley cuadrático-cúbica. A medida que aumenta el tamaño de la tobera para un empuje cada vez mayor, la superficie de la tobera (a partir de la cual el calor se transfiere al combustible) aumenta con el cuadrado del radio. Sin embargo, el volumen de combustible que debe calentarse aumenta en función del cubo del radio. Por tanto, existe un tamaño máximo del motor de alrededor de 300 kN de empuje más allá del cual la superficie de la tobera no es suficiente para calentar suficientemente el combustible para impulsar la turbina y por lo tanto, las bombas de combustible. Para lograr mayores niveles de empuje se puede lograr utilizando un ciclo de expansión con bypass, donde una parte del combustible pasa por la turbina y el empuje o pasajes de enfriamiento de la cámara y se van directamente al inyector de la cámara principal. Los motores aerospike no sufren las mismas limitaciones ya que la forma lineal del motor no está sujeto a la ley cuadrático-cúbica. A medida que aumenta el ancho del motor, tanto en el volumen de combustible que se calienta y el aumento de la energía térmica disponible de forma lineal, permitiendo que se pueda construir motores arbitrariamente anchos.
Algunos los motores de ciclo de expansión emplean algún tipo de generador de gas para activar la turbina y así hacer funcionar el motor hasta que la cámara de combustión alcance las condiciones que permita evaporar al combustible.

## Ciclo expansor con purga (o ciclo expansor abierto)

Ciclo expansor con sangrado (o ciclo expansor abierto). Similar al ciclo cerrado, pero con la diferencia de que sólo una parte del combustible usado como refrigerante es desviado para impulsar la turbina, y luego, en lugar de reinyectarse en la cámara de combustión, es purgado.

Este ciclo operativo es una modificación del ciclo de expansión tradicional. En un ciclo purgado, también llamado sangrado, el ciclo se abre, sólo parte del combustible se calienta para impulsar las turbinas. Pero luego se descarga a la atmósfera, se purga, sin pasar por la cámara de combustión. Para incrementar la eficiencia de la turbina ya que aumenta la diferencia de presiones. Un motor de ciclo expansión cerrado envía el escape de la turbina a la cámara de combustión (ver imagen a la derecha.) Con esto no se desperdicia combustible por otra parte hace que la diferencia de presión sea menor y la turbina genere menos potencia. La purga de la salida de la turbina permite mayor potencia por la disminución de la contrapresión y la maximización de la caída de presión a través de la turbina. En comparación con un ciclo de expansión estándar, esto lleva a potencia del motor más alta a costa de sacrificar algo la eficiencia del propergol (menor impulso específico del motor), debido esencialmente a pérdida del propergol purgado sin quemarse. Sin embargo, en algunos casos, como los japoneses LE-5A /B, las mejoras de rendimiento de empuje puede prevalecer consiguiéndose una eficiencia absoluta mayor.

## Ventajas
El ciclo de expansión tiene una serie de ventajas con respecto a otros diseños: 
- Baja temperatura de trabajo. La ventaja es que después de convertirse en gas, el combustible esta, por lo general, cerca de la temperatura ambiente, y no hacen ningún daño, o muy poco, a la turbina, lo que permite que el motor sea reutilizable. A diferencia de los motores con generador de gas o de combustión escalonada que sus turbinas operan a alta temperatura.

- Tolerancia. Durante el desarrollo del RL-10 los ingenieros estaban preocupados por la posibilidad que la espuma de aislamiento montada en el interior del tanque pudiera romperse y dañar el motor. Pusieron a prueba esta actividad con espuma suelta en el tanque de combustible y era enviada a través del motor. El RL-10 la digería sin problemas, o sin degradación apreciable en el rendimiento. En los motores convencionales los generadores de gas son en la práctica cohetes en miniatura, con toda la complejidad que ello implica. El bloqueo de una pequeña parte de un generador de gas puede llevar a un punto caliente, que puede causar la pérdida violenta del motor. Usando el motor de la tobera como un "generador de gas" también hace que sea muy tolerante a la contaminación del combustible, debido a los canales de flujo son más amplios.

- Seguridad inherente. Debido a que en el ciclo expansor el empuje del motor es limitado, la tobera puede ser diseñada para soportar condiciones de empuje máximo. En otros tipos de motores, una válvula de combustible atascado o problema similar puede conducir a que la potencia del motor se salga de control. Requieren complejos controladores mecánicos o electrónicos para asegurar que esto no suceda. En los ciclos de expansor, por diseño, es incapaz de un mal funcionamiento de esa manera.

## Empleo
Algunos motores con ciclo expansor son los siguientes:
- Pratt & Whitney RL10
- Pratt & Whitney RL60[1]
- Vinci

Algunos motores de ciclo de expansor con purga son:
- LE-5A / 5B

Los motores de ciclo de expansión se han empleado en:
- La etapa superior del Centaur.
- DC-X que se prevé la primera etapa solo a la órbita de cohetes de demostración de tecnología. Completado 12 vuelos de prueba antes de la destrucción del vehículo de vuelo sólo en caso de accidente.
- La etapa superior del Ariane 5
- Saturno I

Motores de ciclo expansor con purga se han utilizado en:
- En la segunda etapa del H-II
- En la segunda etapa del H-IIA
- En la segunda etapa del H-IIB

|                       | RL-10                | Vinci    | YF-75D   | RD-0146              | LE-5A                                    | LE-5B                                     |
| --------------------- | -------------------- | -------- | -------- | -------------------- | ---------------------------------------- | ----------------------------------------- |
| Country of origin     | Estados Unidos       | Francia  | China    | Rusia                | Japón                                    | Japón                                     |
| Cycle                 | Expander             | Expander | Expander | Expander             | Expander bleed cycle （Nozzle Expander） | Expander bleed cycle （Chamber Expander） |
| Thrust (vac.)         | 66.7 kN (15,000 lbf) | 180 kN   | 88.26 kN | 98.1 kN (22,054 lbf) | 121.5kN (12.4 tf)                        | 137.2kN (14 tf)                           |
| Mixture ratio         |                      |          | 6.0      |                      | 5                                        | 5                                         |
| Nozzle ratio          | 40                   |          | 80       |                      | 130                                      | 110                                       |
| Isp (vac.)            | 433                  | 465      | 442      | 463                  | 452                                      | 447                                       |
| Chamber pressure :MPa | 2.35                 | 6.1      |          | 7.74                 | 3.98                                     | 3.58                                      |
| LH2 TP rpm            |                      |          |          | 125,000              | 51,000                                   | 52,000                                    |
| LOX TP rpm            |                      |          |          |                      | 17,000                                   | 18,000                                    |
| Length m              | 1.73                 | 2.2~4.2  |          | 2.2                  | 2.69                                     | 2.79                                      |
| Dry weight kg         | 135                  | 280      |          | 242                  | 248                                      | 285                                       |

## Temas asociados
- Ciclo con generador de gas
- Ciclo con presurización de los tanques
- Combustión escalonada